# Oumoul Thiam
Oumoul Thiam (3 de fevereiro de 1990) é uma basquetebolista senegalesa.

## Carreira
Oumoul Thiam integrou a Seleção Senegalesa de Basquetebol Feminino, na Rio 2016, que terminou na décima segunda posição.